# Parti socialiste italien
Ne doit pas être confondu avec Parti socialiste italien (2007).
Le Parti socialiste italien (PSI, Partito Socialista Italiano en italien) était un parti politique italien de gauche, fondé en 1892 par Filippo Turati, Guido Albertelli et Giuseppe Canepa, et dissous en novembre 1994.
Lors de sa fondation en 1892, dans la salle Sivori de Gênes son nom est Partito dei Lavoratori Italiani (Parti des Travailleurs Italiens); puis à Reggio d'Émilie en 1893, le nom devient Partito Socialista dei Lavoratori Italiani (Parti Socialiste des Travailleurs Italiens) ; lors du congrès de Parme en 1895, il prend son nom définitif de Partito Socialista Italiano.
Le PSI, durant ses 102 ans d'existence, connut de nombreux bouleversements et changea souvent d'orientation idéologique. Après avoir été le premier parti italien de masse à la fin du XIXe siècle et au début du XXe, il entra en crise sur la question de sa soumission à l'Internationale communiste, et en 1921, une fraction importante du PSI fit scission pour créer le Parti communiste d'Italie (qui devint ensuite le Parti communiste italien). Le parti, qui fut un opposant majeur du fascisme dès son apparition, fut dissous par décret le 5 novembre 1926. Il se reconstitua alors en France grâce à l'impulsion de Luigi Campolonghi et du trésorier Ferdinando Bosso et participa de façon importante à l'antifascisme clandestin. En 1943, après le débarquement des Alliés et la chute de Mussolini, beaucoup de ses membres revinrent en Italie et s'impliquèrent dans la Résistance. Après la guerre, le PSI joua un rôle majeur dans la naissance de la République.
Après avoir renoué avec les communistes dans les années 1930, le PSI rompit avec eux à la suite de la répression de l'insurrection de Budapest par les troupes soviétiques en 1956. Il commença alors un rapprochement avec la Démocratie chrétienne, le premier parti du pays, débouchant dans les années 1960 sur une alliance de centre gauche. Ainsi, il forma, en 1966, avec le Parti social-démocrate italien (PSDI), le Parti socialiste unifié (PSU). Les deux partis fusionnent en 1968 au sein du PSI, mais les membres du PDSI s'en retirent dès 1969. Le parti resta alors ensuite tiraillé entre communistes et démocrates-chrétiens jusqu'en 1976, lorsque, sous l'impulsion de son nouveau secrétaire général Bettino Craxi, il abandonna toute référence au marxisme pour se diriger vers la social-démocratie. Il connut alors une ascension lors des années 1980, ponctuée par la présence de Craxi à la présidence du Conseil, de 1983 à 1987.
De 1992 à 1994, le scandale Tangentopoli révéla un vaste réseau de corruption et de financement illicite des partis politiques italiens, menant à la disparition de la plupart d'entre eux. Le PSI n'échappa pas à la tourmente, et disparut à la fin de l'année 1994, dans le cadre d'un profond bouleversement de la scène politique italienne.

## Histoire

### Naissance et débuts du parti (années 1860-1920)

#### Origines du socialisme italien (années 1860-1892)
Le mouvement ouvrier italien se développe majoritairement dans la seconde moitié du XIXe siècle, dans le cadre de la révolution industrielle et de l'unification de l'Italie. Les premières organisations sont des sociétés de secours mutuel ou des coopératives, dans un esprit avant tout solidaire. Mais à partir de 1864, Marx, Bakounine, Mazzini ou encore Garibaldi développent de façon importante le socialisme révolutionnaire dans la péninsule avec la Ligue Internationale des Travailleurs et l'Association internationale des travailleurs. Cependant, dans les années 1870, les dissensions s'intensifient entre bakouninistes partisans de l'insurrection, comme Errico Malatesta, et marxistes partisans de la propagande électorale, comme Andrea Costa. La section italienne de la Ire Internationale continue de se réunir même après la dissolution de 1872, mais la fracture est toujours plus importante et les courants se distinguent de plus en plus nettement les uns des autres.
En 1881, Costa fonde à Rimini le Parti socialiste révolutionnaire de Romagne (qui change de nom en 1884 pour Parti socialiste révolutionnaire italien), et est élu député en 1882. La même année, le nouveau Parti ouvrier italien obtient également un élu, Antonio Maffi, à Milan. Les journaux et ligues socialistes se développent à un rythme croissant, comme la Ligue socialiste milanaise d'inspiration réformiste, créée en 1889 par Filippo Turati.

#### Premières années (1892-1914)

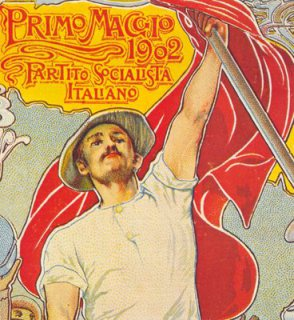
Affiche du PSI pour le 1 mai 1902

Le 14 août 1892, à Gênes, le Parti ouvrier italien, la Ligue socialiste milanaise et un grand nombre d'autres organisations socialistes fusionnent pour former le Parti des travailleurs italiens (PLI, Partito dei Lavoratori Italiani en italien). Lors du Congrès, 400 délégués sont présents, parmi lesquels Turati, Guido Albertelli et Antonio Labriola. Après une infructueuse tentative de médiation, les délégués anarchistes (environ 80) refusent d'adhérer à la nouvelle formation. Turati, en effet, est un partisan d'une adaptation du socialisme aux situations historiques, et admire en conséquence le puissant Parti social-démocrate d'Allemagne. C'est la dernière tentative d'accord entre anarchistes et socialistes.
Lancé sur la voie de la social-démocratie (au sens de l'époque), le PLI englobe en 1893 le Parti socialiste révolutionnaire italien de Costa. Cependant, en 1894, à la suite de la montée de l'anarchisme, le président du Conseil Francesco Crispi dissout le PLI lors d'une campagne de répression. Il se reconstitue alors clandestinement et adopte le nom de Parti socialiste italien pour la première fois. Aux élections de 1895 puis de 1897, 15 de ses représentants sont élus ; en 1900, ils montent à 33. En parallèle, les violences sociales sont toujours plus nombreuses. Le PSI décide alors de s'allier avec les républicains et les radicaux, ce qui divise le parti entre une aile révolutionnaire menée par Labriola et Enrico Ferri, et une aile réformiste menée par Turati. La division face à la stratégie à adopter conduit à l'exclusion des syndicalistes révolutionnaires en 1907.
Après cette scission de l'aile gauche du parti en arrive une nouvelle, cette fois-ci de l'aile droite. En 1911, l'attitude à adopter sur la conquête de la Libye par l'Italie provoque de graves divisions. Le courant de Leonida Bissolati et Ivanoe Bonomi soutient le gouvernement Giolitti IV et est en conséquence exclu du PSI ; ses membres fondent alors le Parti socialiste réformiste italien (PSRI). C'est également à cette époque que Benito Mussolini commence à gagner de l'importance au sein du parti, devenant directeur de son quotidien Avanti! en décembre 1912. Ces divisions internes n'entravent pas la progression du PSI, qui remporte 52 sièges aux élections de 1913 (les premières au suffrage universel masculin), contre 19 pour le PSRI et 8 pour les socialistes dissidents. Au printemps 1914, il conquiert même des villes comme Milan ou Bologne.
Le Parti socialiste est alors également impliqué dans la lutte contre la mafia.

#### Face à la guerre et la révolution russe (1914-1920)
En 1914, lorsque la guerre éclate, le parti milite vigoureusement pour le maintien de la neutralité italienne. Mais une frange du parti, menée par Mussolini, qui était le directeur du "L'Avanti !", le journal du parti, se prononce en faveur de l'intervention et est exclue en conséquence. Lorsque l'Italie entre en guerre en 1915, le PSI, selon la formule de son secrétaire général Costantino Lazzari, adopte la ligne « ni adhérer ni saboter ». Le parti se radicalise ensuite : en 1918, le courant maximaliste l'emporte au XVe Congrès ; l'année suivante, le parti adhère d'emblée à l'Internationale communiste fondée par le parti bolchevik, par 10 voix à 3 lors d'un vote du Bureau politique. La même année, les premières élections au scrutin proportionnel donnent la première place au PSI, qui remporte 32 % des voix, soit 12 points de plus que le deuxième, le Parti populaire italien de Luigi Sturzo. Entretemps, l'Italie traverse la période du Biennio rosso: de nombreuses grèves et occupations d'usine ont lieu face à la crise de l'après-guerre, soutenues par le PSI, et beaucoup en viennent à envisager une révolution sur le modèle soviétique.

### Scission communiste et antifascisme (1920-1946)

#### Congrès de Livourne et montée du fascisme (1920-1926)
Cependant, à l'été 1920, l'Internationale communiste décide de poser 21 conditions à ses membres et aux éventuels partis adhérents. Parmi celles-ci, en plus de l'obéissance totale à ses directives et de l'adoption du modèle léniniste du centralisme démocratique, le texte demande l'exclusion des courants réformistes, et cite même en exemple celui italien de Turati. Le parti se divise alors en deux camps. D'une part, Turati et ses partisans, appuyés par la majorité maximaliste ; de l'autre, les partisans de l'Internationale, comme Antonio Gramsci, Amadeo Bordiga ou Palmiro Togliatti, regroupés autour du quotidien L'Ordine Nuovo. Finalement, au Congrès de Livourne en janvier 1921, 59 000 militants quittent le PSI pour former un nouveau parti, le Parti communiste d'Italie (PCd'I). Aux élections de la même année, le parti chute à 24,7 % des voix et 123 sièges, contre 4,6 % et 15 députés pour les communistes. En 1922, cependant, Turati se rend auprès de Victor-Emmanuel III lors des consultations pour résoudre la crise gouvernementale, brisant la règle du parti de non-collaboration ; l'aile réformiste est alors exclue et forme le Parti socialiste unitaire, qui compte également parmi ses membres Giacomo Matteotti, Sandro Pertini ou Giuseppe Saragat.
En parallèle, les socialistes sont de plus en plus persécutés par les squadristes fascistes. Le siège de l'Avanti! est incendié, plusieurs cadres et députés sont violentés lors de raids, des heurts éclatent lors de manifestations... L'ancien membre du PSI Mussolini est de plus en plus virulent à l'égard du parti, ainsi que des syndicats. En 1922, il est nommé chef du gouvernement après la Marche sur Rome. Lors des élections de 1924, le PSI s'effondre, ne remportant même pas 5 % des voix. De nombreuses accusations de fraude s'élèvent, dont celle de Matteotti, qui attaque le Parti national fasciste à la Chambre. Le 10 juin, il est enlevé et tué ; son corps ne sera retrouvé que le 16 août. En réaction, le PSI prend part à la sécession de l'Aventin. Les lois fascistissimes donnent ensuite naissance au régime totalitaire fasciste : le 5 novembre 1926, le PSI (ainsi que tous les partis politiques à l'exception du PNF) est dissous, et le 9, ses députés sont déchus de leur fonction.

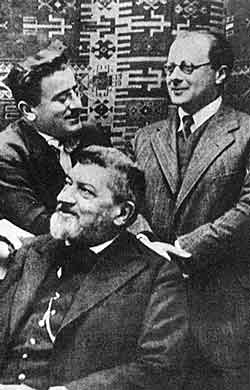
Filippo Turati (au centre) avec Carlo Rosselli (à droite) en 1932

#### Dans la clandestinité (1926-1943)
À la suite de la répression dont il est victime, le PSI transfère tous ses organes dirigeants à Paris. Le 9 mars 1927, le PSI forme avec le PSU (entretemps devenu Parti socialiste unitaire des travailleurs italiens, PSULI en italien), le Parti républicain italien (PRI) et d'autres organisations exilées la Concentration antifasciste. Les communistes restent cependant en dehors, adoptant dans ces années la ligne du « social-fascisme », associant la sociale-démocratie, et donc le PSI, au fascisme, à combattre avec la même virulence. Les fascistes continuent dans le même temps d'arrêter de nombreux socialistes, comme Carlo Rosselli, Emilio Lussu ou Sandro Pertini. En juillet 1930, le PSULI réintègre le PSI, guidé désormais par le jeune Pietro Nenni. L'année suivante, le parti s'accorde sur une unité d'action avec l'organisation Giustizia e Libertà. Mais en août 1934, le PSI fait volte-face avec la signature d'un pacte avec les communistes, sur le modèle des Fronts populaires en constitution en France et en Espagne ; la Concentration antifasciste est dissoute en conséquence. Le PSI fonde la même année le Centre socialiste interne, chargé d'organiser la lutte en Italie. En 1936, lorsque la guerre d'Espagne éclate, de nombreux partisans antifascistes rejoignent les Brigades internationales: le PSI, le PCd'I et le PRI se rassemblent au sein du Bataillon Garibaldi. À la même période, l'aile droite exclue du PCd'I en 1929-1930, menée par Angelo Tasca, rejoint le parti en nombre. 

Ignazio Silone, dirigeant socialiste pendant l'après-guerre. Dans le fond, une affiche du PSIUP.

Cependant, le pacte germano-soviétique d'août 1939 brise l'unité d'action entre communistes et socialistes. En effet, le PCd'I fait volte-face pour justifier l'alliance de l'URSS avec Adolf Hitler, et le PSI met fin à l'accord signé en 1934. Après l'invasion de la France par l'Allemagne, les organes du PSI reconstitués sont dissous et plusieurs membres sont arrêtés. Certains entrent également dans la Résistance. En 1941, l'opération Barbarossa permet de normaliser les relations avec le PCd'I et de signer un nouvel accord antifasciste, à Toulouse. L'année suivante, l'Avanti! est de nouveau publié, secrètement, et le PSI se recompose clandestinement en Italie. Le débarquement des Alliés en Afrique du Nord en novembre fait alors croire à une défaite proche de l'Italie fasciste.

#### Résistance et fondation de la République (1943-1946)
En 1943, après la chute de Benito Mussolini, le PSI sort de la clandestinité et fusionne avec le Mouvement d'unité prolétarienne pour former le PSIUP (Parti socialiste italien d'unité prolétarienne). En septembre, le gouvernement Badoglio signe un armistice avec les Alliés, suivi en réaction d'une invasion allemande jusqu'au nord de la Campanie. Le Comité de libération nationale (CLN) est alors formé à Naples par les partis antifascistes pour organiser la résistance intérieure contre la République sociale italienne dirigée par Mussolini. Le PSIUP y participe, ainsi entre autres que le Parti communiste italien (PCI) et la nouvelle Démocratie chrétienne (DC). Les résistants socialistes se regroupent dans les Brigades Matteotti, qui rassemblent jusqu'à 20 000 hommes sur un total de plus de 200 000 pour l'ensemble de la Résistance. L'année suivante, le PSIUP intègre le gouvernement avec les autres partis du CLN. En avril 1945, une vaste insurrection éclate et plusieurs villes comme Bologne, Milan ou Turin sont libérées par les résistants avant même l'arrivée des troupes alliées.
Après la chute du fascisme, le gouvernement provisoire s'accorde sur la tenue d'un référendum sur le régime et l'élection d'une Assemblée constituante. Le 3 juin 1946, la République, très activement soutenue par le PSIUP, est proclamée avec 54 % des voix, tandis que le parti en remporte près de 21 % et 115 sièges à l'Assemblée élue, derrière la DC (35 % et 207 sièges) mais devant le PCI (19 % et 104 sièges).

### Entre communisme et centre gauche (1946-1976)

#### Front démocratique populaire et alliance avec les communistes (1946-1956)

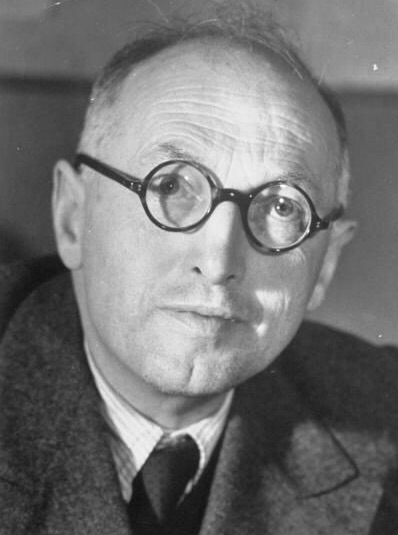
Pietro Nenni, secrétaire général du PSI de 1932 à 1945, puis de 1949 à 1963

Devant ces résultats qui voient la gauche marxiste remporter 40 % des suffrages, le PSIUP décide de poursuivre et même d'approfondir la collaboration avec le PCI. En réaction, en janvier 1947, l'aile droite du parti menée par Giuseppe Saragat, opposée à l'URSS, fait scission comme en 1922 pour refonder le Parti socialiste des travailleurs italiens (PSLI), qui devient plus tard le Parti social-démocrate italien (PSDI). Le PSIUP reprend peu après le nom de PSI. En mai, dans le contexte de la Guerre froide, les démocrates-chrétiens excluent les socialistes et les communistes du gouvernement en raison de leur opposition au Plan Marshall. Le PSI et le PCI s'allient face à la DC lors des élections de 1948 dans la coalition du Front démocratique populaire. Après une campagne de grande tension, c'est une défaite : 31 % des voix seulement, contre 48 % pour la Démocratie chrétienne. Cependant, le PSI poursuit sur la route de l'union avec les communistes, provoquant une nouvelle scission d'une frange droite du parti, qui refonde le Parti socialiste unitaire.
Bien qu'ils présentent désormais des candidatures séparées, les deux grands partis de gauche restent unis dans l'opposition, combattant vigoureusement la politique du gouvernement, notamment à l'occasion du projet de loi électorale de 1953, qui prévoit une prime de majorité pour la coalition gagnante. Elle est finalement rejetée. Cependant, l'alliance a pour conséquence un recul du PSI par rapport au PCI, qui devient le premier parti de gauche. Ainsi, aux élections de la même année, la liste de Pietro Nenni ne récolte que 12,7 % des voix, contre 22,6 % pour celle de Palmiro Togliatti.

#### Rupture avec le PCI et rapprochement avec la Démocratie chrétienne (1956-1976)
En 1956, malgré d'importantes tensions internes, le PCI approuve officiellement la répression de l'insurrection de Budapest par les troupes soviétiques. En réaction, l'année suivante, le PSI met fin à l'alliance entre les deux grands partis ouvriers. Les liens avec l'URSS sont rompus et les contacts avec la DC reprennent. Lors des élections de 1958, le PSI remonte à plus de 14 % des voix, tandis que le PCI stagne. Cependant, la collaboration continue dans l'opposition aux gouvernements démocrates-chrétiens. Mais à partir de 1960, les parlementaires PSI s'abstiennent lors des votes de confiance au lieu de voter contre.
Après les élections de 1963, la collaboration se concrétise enfin : cinq ministres socialistes entrent au gouvernement. C'est le début de la période du centre gauche « organique » : le PSI remplace le Parti libéral italien dans les portefeuilles ministériels. Malgré une forte instabilité, la plupart des gouvernements jusqu'en 1976 sont désormais appuyés par le PSI. Le centre gauche est principalement soutenu par les socialistes Pietro Nenni et Giacomo Mancini et le démocrate-chrétien Aldo Moro. Cependant, dès 1964, l'aile gauche du parti fait scission pour fonder un nouveau Parti socialiste italien d'unité prolétarienne (PISUP), qui s'allie au PCI avant de l'intégrer en majorité. Ce recentrage important du PSI pousse à une réunification avec le PSDI en 1966 au sein du Parti socialiste unifié (PSU). En 1968, les deux formations fusionnent au sein du PSI. Cependant, dès 1969, l'aile droite reprend son indépendance en refondant le Parti socialiste unitaire (PSU), qui redevient le PSDI en 1971. Ces nombreux bouleversements révèlent la division du parti entre une aile marxiste opposée à la participation gouvernementale et une aile social-démocrate désirant une refonte totale du parti. De plus, la participation aux gouvernements de centre gauche se révèle néfaste pour le parti : passé à la majorité, il perd de nombreux votes contestataires au profit du PCI, sans pour autant en récupérer chez les autres partis de gouvernement. Ainsi, le PSU ne rassemble que 14,5 % des voix en 1968, soit une chute de 5 % par rapport à la somme des scores du PSI et du PSDI en 1963 ; et en 1972, le PSI de nouveau seul chute sous la barre des 10 % pour la première fois depuis 1909, tandis que le PCI atteint jusqu'à 27 % des voix.
Les années du centre gauche marquent un renouvellement important de la société italienne, avec notamment l'adoption d'une loi sur le divorce en 1970. Mais, à partir de 1968, l'Italie entre également dans la période des années de plomb: des groupes terroristes d'extrême-gauche et d'extrême-droite montent en puissance et perpètrent plusieurs attentats. En 1973, le choc pétrolier met fin au Miracle économique et plonge l'Italie dans la crise. Les partis de gouvernement sont de plus en plus mis en difficulté.

### De la social-démocratie à la disparition (1976-1994)

#### De l'abandon du marxisme à l'apogée ducraxisme(1976-1987)

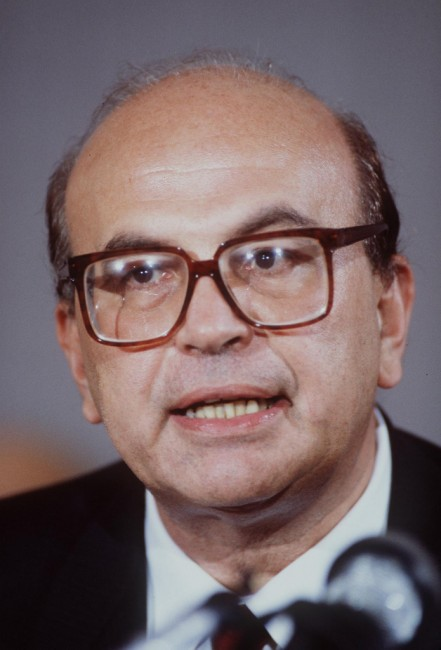
Bettino Craxi dans les années 1980

La crise politique et économique provoque une importante croissance du PCI, premier parti d'opposition depuis 1948, qui remporte 34 % des voix aux élections de 1976. Sous l'impulsion de son secrétaire général, Enrico Berlinguer, et du président de la DC Aldo Moro, a alors lieu le « compromis historique » : les deux plus grands partis italiens s'entendent sur un gouvernement d'unité nationale bénéficiant du soutien externe des communistes. Le PSI est encore plus marginalisé par cet accord, et sous la direction de Francesco De Martino, il se rapproche du PCI et se détache de la majorité dans l'espoir de provoquer une alternance de gauche dans un cadre républicain. Mais les élections marquent l'échec de cette stratégie : 9,6 % des voix seulement, et une réponse négative du PCI sur une alliance qui aurait impliqué la rupture des liens avec l'URSS. En réaction, Bettino Craxi, meneur du courant favorable à une autonomie vis-à-vis du PCI et de la DC, est élu secrétaire général. Il engage alors le PSI dans la voie de la social-démocratie. L'année 1978 représente un tournant pour le parti : alors que l'assassinat d'Aldo Moro par les Brigades rouges met fin au compromis historique, Sandro Pertini est élu président de la République. Dans le même temps, Craxi publie une tribune dans L'Espresso où, citant notamment Proudhon, il rejette vigoureusement le marxisme-léninisme, et évoque un projet d'économie sociale de marché. Le PSI change également de symbole : la faucille et le marteau sont relégués à la base d'un œillet central, en référence à la fois à la révolution des Œillets et à la rose du Parti socialiste français de François Mitterrand, que Craxi prend comme modèle de parti réformiste, moderne et capable de dépasser les communistes. Aux élections générales de 1979, cependant, le PSI reste encore sous la barre des 10 %, mais il atteint les 11 % aux européennes.
À partir de 1980, le recentrage du PSI permet cependant l'émergence d'une nouvelle coalition pour remplacer le centre gauche organique : le pentaparti (« pentapartito »), rassemblant les quatre anciens partis de la majorité (PSI, PSDI, PRI, DC) et le Parti libéral italien. En parallèle éclate le scandale de la loge maçonnique P2, qui jette le discrédit sur les démocrates-chrétiens : en 1981, pour la première fois, ce n'est plus l'un d'eux qui dirige le gouvernement, mais le républicain Giovanni Spadolini. Aux élections de 1983, la DC chute à 33 % des voix, tandis que le PSI monte à 11,5 %. Bettino Craxi devient alors le premier président du Conseil à être issu du PSI. Il reste au pouvoir durant presque toute la législature, jusqu'en 1987. Cette période marque une opposition très dure entre le PSI, mené par Craxi, et le PCI, mené par Berlinguer puis Alessandro Natta. Craxi est défini comme un « ennemi de la classe ouvrière » et les militants socialistes sont marginalisés dans la Confédération générale italienne du travail (CGIL). Le point le plus élevé de l'affrontement à gauche est atteint en 1984-1985: Craxi opère par décret à une coupe de quatre points sur l'échelle mobile des salaires. En réaction, le PCI et la CGIL mènent une vive campagne de protestation, menant à un référendum abrogatif. Le « non », en faveur du maintien du décret, soutenu par l'ensemble du spectre politique à l'exception du PCI, l'emporte par 54,3 % à 45,7 %. Cette victoire illustre le renouveau du PSI, qui se confond à un tel point avec son meneur que certains journalistes en viennent à parler de craxisme. En 1987 le logo du PSI abandonne définitivement la faucille et le marteau.

#### Dernières années et disparition (1987-1994)

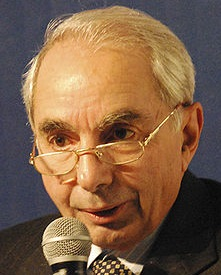
Giuliano Amato

Après la démission du gouvernement Craxi II, des élections anticipées sont organisées, qui montrent une progression du PSI jusqu'à 14,3 % des voix, tandis que le PCI chute à 26,6 %. Certains communistes en viennent même à craindre un renversement des rapports de force à gauche. D'autre part, la chute du bloc de l'Est, symbolisée en novembre 1989 par celle du Mur de Berlin, plonge le PCI dans une crise profonde. De plus en plus de voix s'élèvent pour réclamer son abandon définitif du marxisme-léninisme, et même une union voire une fusion avec le PSI. Craxi, de son côté, tente des manœuvres pour une unité socialiste rassemblant PSDI, PSI et l'aile droite du PCI. Finalement, en 1991, la crise communiste aboutit sur la scission du PCI entre une majorité réformiste au sein du Parti démocrate de la gauche (PDS) et une minorité conservatrice au sein du Parti de la refondation communiste (PRC). Cependant, des tensions nouvelles avec la Démocratie chrétienne, qui reste de loin le premier parti politique italien, empêchent Craxi de revenir au pouvoir. Une alliance est néanmoins formée entre Craxi et les démocrates-chrétiens Giulio Andreotti et Arnaldo Forlani, surnommée la CAF.
Les élections de 1992 sont les dernières du système politique italien hérité de la Seconde Guerre mondiale. En effet, la chute de l'URSS et la dissolution du PCI mettent fin à la nécessité d'un vote préventif pour la Démocratie chrétienne et les partis centristes. Les résultats apparaissent extrêmement dispersés : les héritiers du PCI, le PDS et le PRC, rassemblent à eux deux moins de 22 % des voix seulement ; le PSI subit une légère chute en dessous des 14 % ; et la DC tombe pour la première fois en dessous de la barre des 30 %. En parallèle, le parti autonomiste de la Ligue du Nord atteint pratiquement les 9 %. Malgré une majorité très fragile, le pentaparti reste au pouvoir, et Giuliano Amato devient le second président du Conseil socialiste. Mais éclate en même temps le scandale Tangentopoli, révélant de nombreux financements illicites de partis politiques. Craxi est en première ligne, et il avoue l'existence d'un système de corruption généralisé et connu même au Parlement. Le PSI est balayé par la crise : il obtient des résultats catastrophiques aux élections intermédiaires (5 % aux municipales de 1993) ; le gouvernement Amato chute au profit d'une équipe de techniciens menée par Carlo Azeglio Ciampi à la suite du scandale et des énormes revers subis par le pentaparti lors des référendums de la même année ; l'hémorragie de militants entraîne une grave crise financière. Le parti se scinde en deux entre les conservateurs menés par Craxi, minoritaires mais influents, et les partisans d'un renouveau mené par le nouveau secrétaire général Ottaviano Del Turco. Finalement, en novembre 1994, après plusieurs départs, un score désastreux de 2,5 % aux élections générales de la même année et la fuite de Craxi en Tunisie, le PSI est mis en liquidation judiciaire.

## Héritage politique
La disparition du PSI donna lieu à une importante dispersion des socialistes italiens, qui se réorganisèrent autour du nouveau parti majeur de la gauche, le Parti démocrate de la gauche (PDS en italien), héritier du PCI. Trois formations naquirent initialement : la Fédération travailliste (FL en italien), les Socialistes italiens (SI) et le Parti socialiste réformiste (PSR). La Fédération travailliste quitta le PSI avant même sa dissolution formelle, et obtint l'adhésion de la majorité des parlementaires restants. Mené par Valdo Spini, le parti remporta six députés et cinq sénateurs aux élections de 1996, avant de former en 1998, avec le PDS et plusieurs autres formations de centre gauche, les Démocrates de gauche (DS en italien).
Les Socialistes italiens, partisans d'une adhésion à une coalition large de la gauche et du centre gauche, émergèrent en majorité des ruines du PSI le jour de sa dissolution. Guidés notamment par Ottaviano Del Turco et Enrico Boselli, ils bénéficièrent de l'adhésion des parlementaires ex-PSI restés hors de la FL et obtinrent sept députés et cinq sénateurs en 1996. En 1998, avec les restes du PSDI et des fraction de la FL et du nouveau Parti socialiste, ils formèrent les Socialistes démocrates italiens (SDI), qui participèrent notamment aux gouvernements D'Alema II et Amato II. En 2000, cependant, Bobo Craxi fit scission pour créer la Ligue socialiste, qui rejoignit ensuite le Parti socialiste pour former le Nouveau PSI, allié du centre droit de Silvio Berlusconi, ami intime de Craxi père. La réunification des deux formations advint en 2007 dans une refondation du Parti socialiste italien, placé au centre gauche de l'échiquier politique.
Les autonomistes, héritiers de Bettino Craxi et partisans d'une stratégie indépendante, se regroupèrent dans le Parti socialiste réformiste d'abord, et dans le Parti socialiste ensuite, fondé en 1996 par Gianni De Michelis. Au cours des années suivantes, cependant, la formation se déchira et certains rejoignirent La Marguerite ou les DS, tandis que d'autres optèrent pour Forza Italia (FI).
D'anciens membres du PSI adhérèrent également directement au PDS, à FI, au Pacte Segni, ou encore à l'Alliance démocrate.

## Courants et scissions au sein du PSI

### Courants internes
Des années 1960 à sa disparition, le PSI se divisa en quatre courants internes distincts.
- Autonomistes, ou « craxiani » : Guidé par le meneur historique du parti Pietro Nenni puis par son dauphin Bettino Craxi, ce courant représentait l'aile droite du parti et fut souvent majoritaire. Initialement composé des Socialistes autonomistes opposés au communisme, il évolua nettement vers le socialisme libéral. Il se tenait sur la ligne économique keynésienne, en accord avec la social-démocratie européenne[22]. L'identité nationale faisait également partie des thèmes principaux de cette tendance. Favorable à une alliance avec la Démocratie chrétienne, elle était aussi ouverte à la possibilité d'une « alternative de gauche » avec le Parti social-démocrate, le Parti républicain, l'aile gauche de la DC et l'aile droite du Parti communiste.
- Rescousse socialiste : Né de l'alliance entre Giacomo Mancini et Francesco De Martino, ce courant représentait le centre du parti. Allié fiable pour Nenni, il se distingua ensuite parfois par des critiques envers Craxi. Ses partisans avaient pour référence les positions de l'économiste keynésien Federico Caffè.
- « Giolittiani » : Guidé par Antonio Giolitti, puis par Giuliano Amato après que le premier ait quitté le PSI pour le PCI, ce courant représentait une aile modérée au sein du parti. Il s'opposait aussi bien aux communistes (surtout après l'insurrection hongroise de 1956) qu'aux démocrates-chrétiens (dont il critiquait l'opportunisme et la corruption de certains membres). Distant du marxisme, il était également proche économiquement des thèses keynésiennes.
- « Gauche lombardienne » : Guidé par un membre historique du parti, Riccardo Lombardi, ce courant représentait l'aile gauche du parti et s'inspirait du socialisme traditionnel et du syndicalisme. Malgré des appuis initiaux à Nenni puis à Craxi, il devint ensuite minoritaire vis-à-vis des autonomistes. Il souhaitait une évolution du PCI vers la social-démocratie, et lui proposait le cas échéant la constitution d'une « alternative de gauche »[23], que les communistes repoussèrent néanmoins. Le courant théorisa alors la ligne de l'« acommunisme » (Lombardi, ancien membre du Parti d'action, s'était opposé à la participation des socialistes au Front démocratique populaire), rendant difficiles ses rapports avec le PCI[24]. Avant les années 1960, la gauche du parti était représentée par les « carristi », pro-communistes et appelés ainsi péjorativement en référence aux chars soviétique de Budapest en 1956. Leur scission en 1964 pour former le PSIUP laissa la place aux « lombardiens ».

### Scissions
Rassemblant des tendances très hétérogènes de la gauche italienne, le PSI connut de nombreuses divisions au cours de son histoire, aboutissant parfois à la formation de nouveaux partis.
- 1912 : Parti socialiste réformiste italien
- 1921 : Parti communiste d'Italie
- 1922 : Parti socialiste unitaire
- 1947 : Parti socialiste des travailleurs italiens
- 1948 : Union des socialistes
- 1949 : Mouvement socialiste autonomiste
- 1964 : Parti socialiste italien d'unité prolétarienne
- 1981 : Ligue des socialistes
- 1993 : Renaissance socialiste
- 1994 : Socialistes italiens
- 1994 : Fédération travailliste
- 1994 : Parti socialiste réformiste

## Liste des dirigeants du PSI
- Carlo Dell'Avalle (1892-1894)
- Filippo Turati (1895-1896)
- Enrico Ferri (1896-1896)
- Carlo Dell'Avalle (1896-1898)
- Alfredo Bertesi (1898-1899)
- Enrico Bertini (1899-1900)
- Savino Varazzani (1900-1904)
- Enrico Ferri (1904-1906)
- Oddino Morgari (1906-1908)
- Pompeo Ciotti (1908-1912)
- Costantino Lazzari (1912-1918)
- Egidio Gennari (1918-1918)
- Costantino Lazzari (1918-1919)
- Arturo Vella (1919-1919)
- Nicola Bombacci (1919-1920)
- Egidio Gennari (1920-1921)
- Giovanni Bacci (1921-1921)
- Domenico Fioritto (1921-1923)
- Tito Oro Nobili (1923-1925)
- Olindo Vernocchi (1925-1930)
- Ugio Coccia (1930-1932)
- Pietro Nenni (1932-1945)
- Sandro Pertini (1945-1945)
- Rodolfo Morandi (1945-1946)
- Ivan Matteo Lombardo (1946-1947)
- Lelio Basso (1947-1948)
- Alberto Jacometti (1948-1949)
- Pietro Nenni (1949-1963)
- Francesco De Martino (1963-1966)
- Francesco De Martino et Mario Tanassi (1966-1968)
- Mauro Ferri (1968-1969)
- Francesco De Martino (1969-1970)
- Giacomo Mancini (1970-1972)
- Francesco De Martino (1972-1976)
- Bettino Craxi (1976-1993)
- Giorgio Benvenuto (1993-1993)
- Ottaviano Del Turco (1993-1994)
- Valdo Spini (1994-1994)

## Liste des congrès du PSI
- Ier congrès - Gênes, 14-15 août 1892
- IIe congrès - Reggio d'Émilie, 8-10 septembre 1893
- IIIe congrès - Parme, 13 janvier 1895 (clandestin)
- IVe congrès - Florence, 11-13 juillet 1896
- Ve congrès - Bologne, 18-20 septembre 1897
- VIe congrès - Rome, 8-11 septembre 1900
- VIIe congrès - Imola, 6-9 septembre 1902
- VIIIe congrès - Bologne, 8-11 avril 1904
- IXe congrès - Rome, 7-10 octobre 1906
- Xe congrès - Florence, 19-22 septembre 1908
- XIe congrès - Milan, 20-25 octobre 1910
- XIIe congrès - Modène, 15-18 octobre 1911 (extraordinaire)
- XIIIe congrès - Reggio d'Émilie, 7-10 juillet 1912
- XIVe congrès - Ancône, 26-29 avril 1914
- XVe congrès - Rome, 1-5 septembre 1918
- XVIe congrès - Bologne, 5-8 octobre 1919
- XVIIe congrès - Livourne, 15-21 janvier 1921
- XVIIIe congrès - Milan, 10-15 octobre 1921
- XIXe congrès - Rome, 1-4 octobre 1922
- XXe congrès - Milan, 15-17 avril 1923
- XXIe congrès - Paris, 19-20 juillet 1930 (en exil)
- XXIIe congrès - Marseille, 17-18 avril 1933 (en exil)
- XXIIIe congrès - Paris, 26-28 juin 1937 (en exil)
- XXIVe congrès - Florence, 11-17 avril 1946
- XXVe congrès - Rome, 9-13 janvier 1947
- XXVIe congrès - Rome, 19-22 janvier 1948
- XXVIIe congrès - Gênes, 27 juin - 1er juillet 1948
- XXVIIIe congrès - Florence, 11-16 mai 1949
- XXIXe congrès - Bologne, 17-20 janvier 1951
- XXXe congrès - Milan, 8-11 janvier 1953
- XXXIe congrès - Turin, 31 mars - 3 avril 1955
- XXXIIe congrès - Venise, 6-10 février 1957
- XXXIIIe congrès - Naples, 15-18 janvier 1959
- XXXIVe congrès - Milan, 16-18 mars 1961
- XXXVe congrès - Rome, 25-29 octobre 1963
- XXXVIe congrès - Rome, 10-14 novembre 1965
- XXXVIIe congrès - Rome, 27-29 octobre 1966
- XXXVIIIe congrès - Rome, 23-28 octobre 1968
- XXXIXe congrès - Gênes, 9-14 novembre 1972
- XLe congrès - Rome, 3-7 mars 1976
- XLIe congrès - Turin, 30 mars - 2 avril 1978
- XLIIe congrès - Palerme, 22-26 avril 1981
- XLIIIe congrès - Vérone, 11-15 mai 1984
- XLIVe congrès - Rimini, 31 mars - 5 avril 1987
- XLVe congrès - Milan, 13-16 mai 1989
- XLVIe congrès - Bari, 27-30 juin 1991 (extraordinaire)
- XLVIIe congrès - Rome, 11-12 novembre 1994

## Effectifs militants du PSI

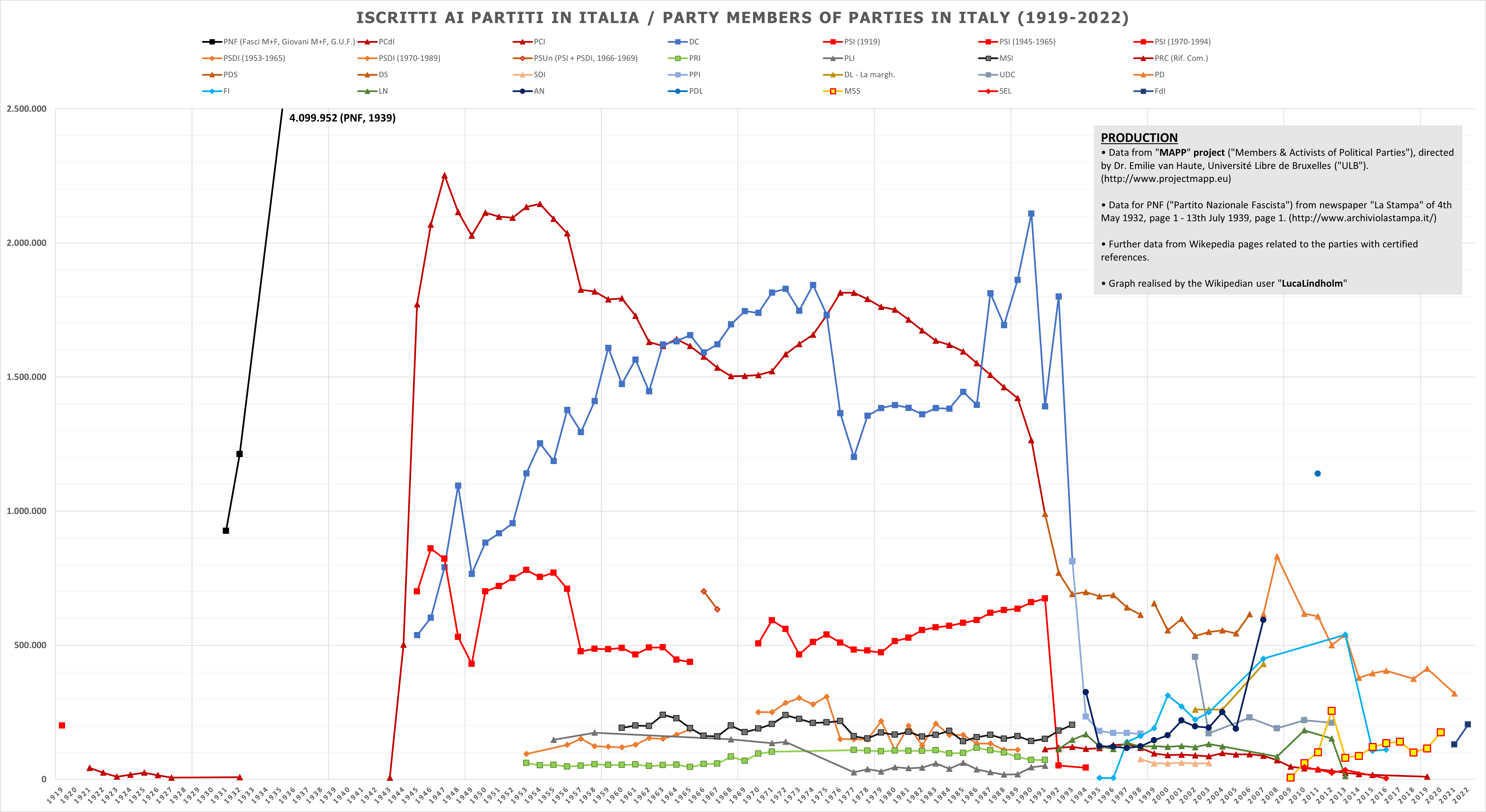
Évolution des militants du PSI, du PCI et de la DC, de 1922 à 1994

- 1945 - 700.000
- 1946 - 860.300
- 1947 - 822.000
- 1948 - 531.031
- 1949 - 430.258
- 1950 - 700.000
- 1951 - 720.000
- 1952 - 750.000
- 1953 - 780.000
- 1954 - 754.000
- 1955 - 770.000
- 1956 - 710.000
- 1957 - 477.000
- 1958 - 486.652
- 1959 - 484.652
- 1960 - 489.837
- 1961 - 465.259
- 1962 - 491.216
- 1963 - 491.676
- 1964 - 446.250
- 1965 - 437.458
- 1966 - 700.964[25]
- 1967 - 633.573[25]
- 1968 - —
- 1969 - —
- 1970 - 506.533
- 1971 - 592.586
- 1972 - 560.187
- 1973 - 465.183
- 1974 - 511.741
- 1975 - 539.339
- 1976 - 509.388
- 1977 - 482.916
- 1978 - 479.769
- 1979 - 472.544
- 1980 - 514.918
- 1981 - 527.460
- 1982 - 555.956
- 1983 - 566.612
- 1984 - 571.821
- 1985 - 583.282
- 1986 - 593.231
- 1987 - 620.557
- 1988 - 630.692
- 1989 - 635.504
- 1990 - 660.195
- 1991 - 674.057
- 1992 - 51.224
- 1993 - -
- 1994 - 43.052

## Dans les institutions italiennes

### Participation gouvernementale

#### Royaume d'Italie
- Gouvernement Badoglio II
- Gouvernement Bonomi II
- Gouvernement Bonomi III
- Gouvernement Parri
- Gouvernement De Gasperi I

#### République italienne
- Gouvernement De Gasperi II
- Gouvernement De Gasperi III
- Gouvernement Moro I
- Gouvernement Moro II
- Gouvernement Moro III
- Gouvernement Rumor I
- Gouvernement Rumor III
- Gouvernement Colombo
- Gouvernement Rumor IV
- Gouvernement Rumor V
- Gouvernement Cossiga II
- Gouvernement Forlani
- Gouvernement Spadolini I
- Gouvernement Spadolini II
- Gouvernement Fanfani V
- Gouvernement Craxi I
- Gouvernement Craxi II
- Gouvernement Goria
- Gouvernement De Mita
- Gouvernement Andreotti VI
- Gouvernement Andreotti VII
- Gouvernement Amato I
- Gouvernement Ciampi

### Président de la République
- Sandro Pertini

### Président du Conseil des ministres
- Bettino Craxi
- Giuliano Amato

### Président de la Chambre des députés
- Sandro Pertini

### Position parlementaire

#### Royaume d'Italie
- Opposition (1895-1926)

#### République italienne
- Majorité (1946-1947)
- Opposition (1947-1960)
- Majorité (1960-1963)
- Opposition (1963-1963)
- Majorité (1963-1972)
- Opposition (1972-1973)
- Majorité (1973-1987)
- Opposition (1987-1987)
- Majorité (1987-1994)
- Opposition (1994-1994)

## Résultats électoraux
Le Parti socialiste italien, en plus d'être le premier parti de masse italien, fut également celui avec la longévité la plus importante : durant ses 102 ans d'existence, ses résultats connurent beaucoup de hauts et de bas. De 1895 à 1913, il connut une progression importante qui le porta de 2,9 % des voix à 17,7 %. Il atteignit son maximum électoral en 1919, lorsque l'insatisfaction provoquée par la guerre et l'espoir d'une révolution sociale le portèrent à 32,3 % : ce fut la seule fois où il obtint la majorité relative. L'émergence du fascisme dans les années suivantes portèrent ensuite à un effondrement de ses scores, jusqu'à moins de 5 % en 1924.
Après la guerre, il fut progressivement supplanté à gauche par le Parti communiste, très fortement enraciné localement et qui apparaissait comme l'opposition la plus crédible à la Démocratie chrétienne. Le choix d'un virage vers cette dernière dans les années 1960 au détriment de l'alliance communiste permit au PSI d'accéder au gouvernement, mais provoqua également une nouvelle chute de ses scores : il resta ainsi en dessous des 10 % pendant toute la décennie 1970. Durant la suivante, les crises traversées par la DC et le PCI, ainsi que l'évolution du parti vers le réformisme et la social-démocratie, lui insufflèrent un nouvel élan, ponctué par un score de plus de 14 % en 1987, après quatre ans de gouvernement Craxi. Cependant, ce fut insuffisant pour réaliser le basculement à gauche tant espéré vis-à-vis des communistes.
L'Opération Mains propres, à partir de 1992, provoqua un véritable effondrement du parti, au niveau des adhérents mais aussi des voix : en deux ans, il passa ainsi de 13,6 % à 2,1 %. L'ampleur de la crise électorale et financière et du discrédit jeté sur le PSI portèrent alors à sa disparition.

### Élections à la Chambre des députés
| Élections | Liste                        | Voix      | %    | Sièges    |
| --------- | ---------------------------- | --------- | ---- | --------- |
| 1895      | Parti socialiste italien     | ?         | 2,9  | 15 / 508  |
| 1897      | Parti socialiste italien     | ?         | 2,9  | 15 / 508  |
| 1900      | Parti socialiste italien     | 97 368    | 6,5  | 33 / 508  |
| 1904      | Parti socialiste italien     | 108 510   | 5,7  | 29 / 508  |
| 1909      | Parti socialiste italien     | 170 000   | 8,1  | 41 / 508  |
| 1913      | Parti socialiste italien     | 902 809   | 17,7 | 52 / 508  |
| 1919      | Parti socialiste italien     | 1 834 792 | 32,3 | 156 / 508 |
| 1921      | Parti socialiste italien     | 1 569 559 | 24,7 | 123 / 535 |
| 1924      | Parti socialiste italien     | 341 528   | 4,9  | 22 / 535  |
| 1946      | PSIUP                        | 4 758 129 | 20,7 | 115 / 556 |
| 1948      | Front démocratique populaire | 8 136 637 | 31   | 183 / 574 |
| 1953      | Parti socialiste italien     | 3 441 305 | 12,6 | 75 / 590  |
| 1958      | Parti socialiste italien     | 4 208 111 | 14,2 | 84 / 596  |
| 1963      | Parti socialiste italien     | 4 257 300 | 13,8 | 87 / 630  |
| 1968      | Parti socialiste unifié      | 4 605 832 | 14,4 | 91 / 630  |
| 1972      | Parti socialiste italien     | 3 210 427 | 9,6  | 61 / 630  |
| 1976      | Parti socialiste italien     | 3 542 998 | 9,6  | 57 / 630  |
| 1979      | Parti socialiste italien     | 3 596 802 | 9,8  | 62 / 630  |
| 1983      | Parti socialiste italien     | 4 223 362 | 11,4 | 73 / 630  |
| 1987      | Parti socialiste italien     | 5 505 690 | 14,2 | 94 / 630  |
| 1992      | Parti socialiste italien     | 5 343 390 | 13,6 | 92 / 630  |
| 1994      | Parti socialiste italien     | 849 429   | 2,1  | 14 / 630  |

### Élections au Sénat
| Élections | Liste                        | Voix       | %    | Sièges   |
| --------- | ---------------------------- | ---------- | ---- | -------- |
| 1948      | Front démocratique populaire | 7 015 092  | 31,1 | 72 / 237 |
| 1953      | Parti socialiste italien     | 2 893 148  | 11,9 | 30 / 237 |
| 1958      | Parti socialiste italien     | 3 682 806  | 14,1 | 36 / 246 |
| 1963      | Parti socialiste italien     | 3 849 878  | 14   | 44 / 315 |
| 1968      | Parti socialiste italien     | 4 355 506  | 15,2 | 46 / 315 |
| 1972      | Parti socialiste italien     | 3 225 804  | 10,7 | 33 / 315 |
| 1976      | Parti socialiste italien     | 3 209 987  | 10,3 | 29 / 315 |
| 1979      | Parti socialiste italien     | 3 225 104  | 10,3 | 32 / 315 |
| 1983      | Parti socialiste italien     | 3 541 101  | 11,3 | 38 / 315 |
| 1987      | Parti socialiste italien     | 4 497 672  | 13,9 | 36 / 315 |
| 1992      | Parti socialiste italien     | 4 513 354  | 13,5 | 49 / 315 |
| 1994      | Alliance des progressistes   | 10 881 320 | 32,9 | 6 / 315  |

### Élections au Parlement européen
| Élections | Liste                             | Voix      | %    | Sièges  |
| --------- | --------------------------------- | --------- | ---- | ------- |
| 1979      | Parti socialiste italien          | 3 858 295 | 11,3 | 9 / 81  |
| 1984      | Parti socialiste italien          | 3 932 812 | 11,2 | 9 / 81  |
| 1989      | Parti socialiste italien          | 5 154 515 | 14,8 | 12 / 81 |
| 1994      | Démocrates pour l'Europe (PSI-AD) | 600 106   | 1,8  | 2 / 81  |